# Euphorbia eleanoriae
Euphorbia eleanoriae är en törelväxtart som först beskrevs av D.H.Lorence och Warren Lambert Wagner, och fick sitt nu gällande namn av Rafaël Herman Anna Govaerts. Euphorbia eleanoriae ingår i släktet törlar, och familjen törelväxter. IUCN kategoriserar arten globalt som akut hotad. Inga underarter finns listade i Catalogue of Life.